# 玛丽和乔治
《玛丽和乔治》是一部英国時代劇以及迷你剧，該電視劇由D. C. Moore製作，奥利弗·赫曼努斯等人执导。該電視劇改编自本杰明·伍利的著作《国王的刺客》（The King's Assassin，2017年），讲述的是詹姆士六世及一世与第一代白金汉公爵乔治·维利尔斯之间的恋情。该剧于2024年3月5日在英国Sky Atlantic上映，并于4月5日在美国Starz上首播。

## 演員表
- 茱莉安·摩爾 饰 玛丽·维利尔斯
- 尼可拉斯·葛拉辛 饰 第一代白金汉公爵乔治·维利尔斯
- 托尼·库兰 饰 詹姆士六世及一世
- 崔娜·蒂虹 饰 丹麦的安娜
- 马克·奥哈洛伦（英语：Mark O'Halloran (writer)） 饰 弗朗西斯·培根
- 阿德里安·罗林斯（英语：Adrian Rawlins） 饰 愛德華·科克
- 塞缪尔·布伦金（Samuel Blenkin）饰 查理一世
- 约瑟夫·莫尔 饰 沃爾特·雷利
- 大卫·维斯（David Weiss） 饰 克里斯蒂安四世
- 马特·巴克利（Matt Barkley） 饰 第三代埃塞克斯伯爵羅伯特·德弗羅
- 艾娜·麦克纳马拉（Aine Mcnamara） 饰 西班牙的瑪麗亞·安娜

## 拍攝
2023年1月，該劇在英国開拍。 2023年1月底至2月初，該劇在諾爾莊園拍攝，期間諾爾莊園閉門謝客。  2023年5月22日至26日期間，拍攝地點轉移至漢姆宮。 6月初，該劇的拍攝地點轉移至诺福克郡的旧亨斯坦顿。

## 評價
历史学家马克·特恩布尔（Mark Turnbull）表示，該電視劇雖然自称基于史实，但依然存在“不准确、夸张以及极其明显的纯虚构故事劇情”。 